# Magritte/Bester Nebendarsteller

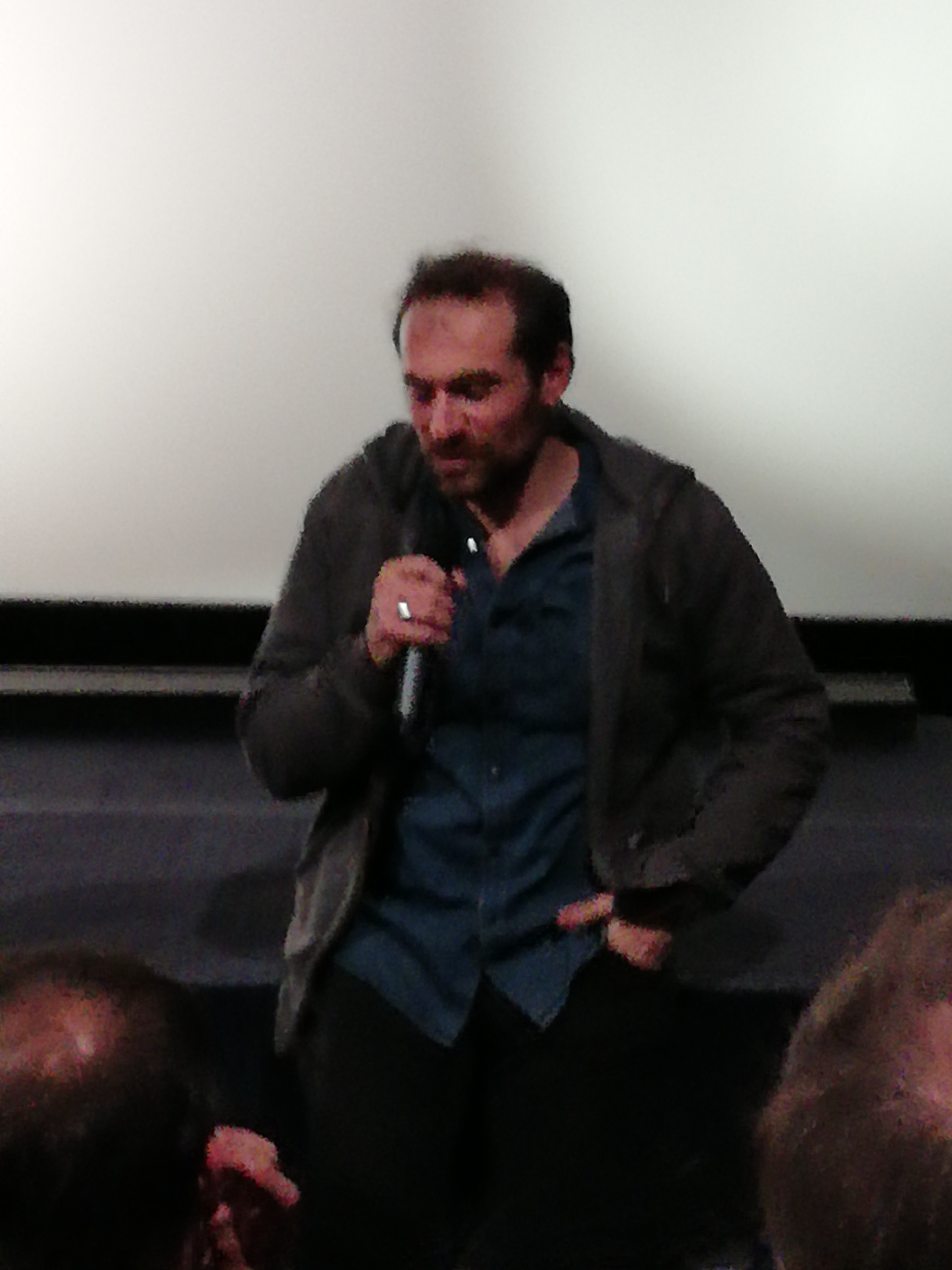
Der Preisträger von 2019, 2020 und 2024: Arieh Worthalter

Gewinner und Nominierte des belgischen Filmpreises Magritte in der Kategorie Bester Nebendarsteller (Meilleur acteur dans un second rôle) seit der ersten Verleihung im Jahr 2011. Ausgezeichnet werden die besten Schauspieler in Nebenrollen einheimischer Filmproduktionen des vergangenen Kinojahres.
| Statistik                          | Name              | Anzahl | Jahr                                 |
| ---------------------------------- | ----------------- | ------ | ------------------------------------ |
| Häufigste Auszeichnungen           | Arieh Worthalter  | 3      | 2019, 2020, 2024                     |
| Häufigste Nominierungen (* = Sieg) | Laurent Capelluto | 6      | 2011, 2012, 2014*, 2016*, 2017, 2018 |
| Häufigste Nominierungen ohne Sieg  | Benoît Poelvoorde | 3      | 2011, 2022, 2025                     |

Die unten aufgeführten Filme werden mit ihrem deutschen Verleihtitel (sofern vorhanden) angegeben. Danach folgt in Klammern und in kursiver Schrift der Originaltitel. Vorn steht der Name des Schauspielers. 

## 2010er Jahre
2011
Jan Decleir – Les Barons
- Laurent Capelluto – OSS 117 – Er selbst ist sich genug (OSS 117: Rio ne répond plus)
- François Damiens – Der Auftragslover (L’Arnacœur)
- Benoît Poelvoorde – Coco Chanel – Der Beginn einer Leidenschaft (Coco avant Chanel)
- Yannick Renier – Privatunterricht (Élève libre)

2012
Jérémie Renier – Das Schmuckstück (Potiche)
- Laurent Capelluto – Où va la nuit
- Bouli Lanners – Kill Me Please
- Didier Toupy – Kleine Riesen (Les Géants)

2013
Bouli Lanners – Der Geschmack von Rost und Knochen (De rouille et d’os)
- Jean-Luc Couchard – Dead Man Talking
- Dieudonné Kabongo – L’Envahisseur
- Denis M’Punga – Dead Man Talking

2014
Laurent Capelluto – Le Temps de l’aventure
- Olivier Gourmet – Grand Central
- Bouli Lanners – 11.6 – The French Job (11.6)
- David Murgia – Je suis supporter du Standard
- Renaud Rutten – Une chanson pour ma mère

2015
Jérémie Renier – Saint Laurent
- François Damiens – Die unerschütterliche Liebe der Suzanne (Suzanne)
- Olivier Gourmet –  La Marche
- David Murgia – Je te survivrai

2016
Laurent Capelluto – L’Enquête
- Arno Hintjens – Préjudice
- David Murgia – Das brandneue Testament (Le Tout nouveau testament)
- Marc Zinga – Dämonen und Wunder (Dheepan)

2017
David Murgia – Das Ende ist erst der Anfang (Les Premiers les derniers)
- Laurent Capelluto – Je suis un soldat
- Charlie Dupont – Un petit boulot
- Sam Louwyck – Keeper

2018
Jean-Benoît Ugeux – Racer and the Jailbird (Le Fidèle)
- Laurent Capelluto – Faut pas lui dire
- Patrick Descamps – Das ist unser Land! (Chez nous)
- David Murgia – Dode hoek

2019
Arieh Worthalter – Girl
- Yoann Blanc – Une part d’ombre
- Bouli Lanners – Tueurs
- Pierre Nisse – Leichen unter brennender Sonne (Laissez bronzer les cadavres)

## 2020er Jahre
2020
Arieh Worthalter – Duelles
- Kevin Janssens – De Patrick
- Othmane Moumen – Young Ahmed (Le Jeune Ahmed)
- Jonathan Zaccaï – Ein Becken voller Männer (Le Grand bain)

2021
nicht vergeben

2022
Gilles Remiche – Madly in Life (Une vie démente)
- Patrick Descamps – Die Ruhelosen (Les Intranquilles)
- Sam Louwyck – Jumbo
- Benoît Poelvoorde – Adoration

2023
Igor van Dessel – Close
- Mehdi Dehbi – Die Kairo Verschwörung (Walad min al-Janna)
- Tijmen Govaerts – Tori et Lokita
- Jérémie Renier – November (Novembre)

2024
Arieh Worthalter – Rien à perdre
- Peter Van Den Begin – L’Employée du mois
- Philippe Résimont – L’Employée du mois
- Jean-Benoît Ugeux – Last Dance

2025
Jonas Bloquet – Night Call – Überlebe die Nacht (La nuit se traîne)
- Mustii – Night Call – Überlebe die Nacht (La nuit se traîne)
- Benoît Poelvoorde – L’amour ouf
- Fabrizio Rongione – Amal